# Achaeridion
Achaeridion är ett släkte av spindlar som beskrevs av Jörg Wunderlich 2008. Achaeridion ingår i familjen klotspindlar.
Släktet innehåller bara arten Achaeridion conigerum.